# Gösta Bohm

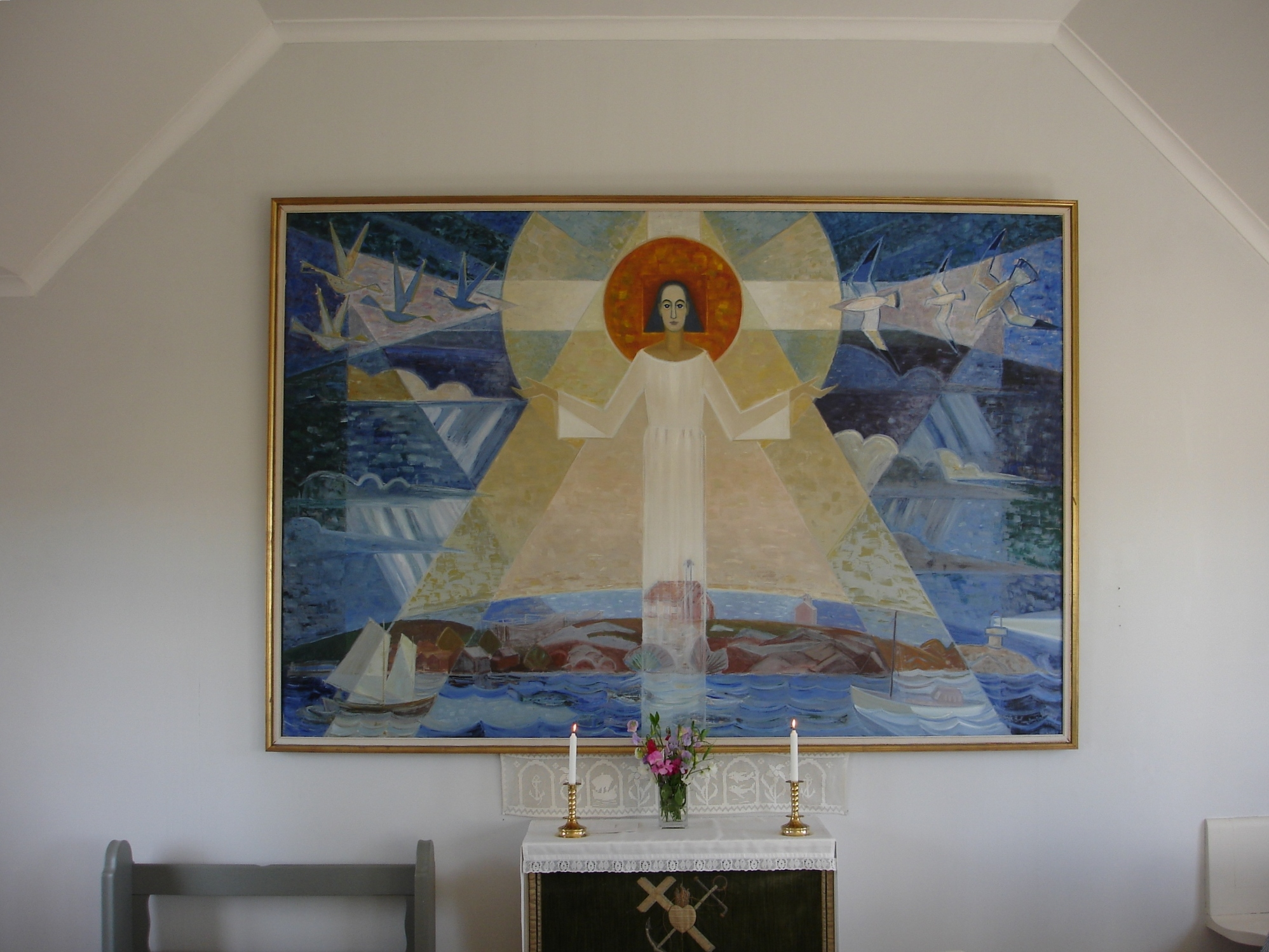
Altartavla i Hölicks kapell.

Gustaf "Gösta" Adolf Bohm, född 17 december 1890 i Idenors församling, Gävleborgs län, död 15 februari 1981, var en svensk målare.
Han var son till fiskaren Nils Gustaf Bohm och Inga Kristina Brolund samt från 1927 gift med Marthe Kieseberg.
Bohm var verksam inom en rad yrken bland annat avlade han underofficersexamen 1909. Han var verksam som dekorationsmålare 1911-1917 samtidigt som han på egen hand bedrev konststudier fram till 1920. Han studerade för bland annat Richard Guhr och vid olika konstskolor i Dresden 1921-1925 och därefter i Italien 1926-1927. Han målade landskap, figurstycken och porträtt, i början med expressionistisk tyngd och mäktighet, senare med en mer franskt influerad färgställning och lättare och gracisösare komposition. Han arbetade även med monotyper där han skapade en personlig stil. Bland hans offentliga arbeten märks altartavlan i  Hölicks kapell. Bohm är representerad vid bland annat Nationalmuseum och Moderna museet i Stockholm.